# エンガディン空港
エンガディン空港（エンガディンくうこう、ドイツ語: Flughafen Engadin、英語: Engadin Airport、IATA：SMV、ICAO：LSZS）またはサメーダン空港（サメーダンくうこう、英語: Samedan Airport）は、スイス・グラウビュンデン州エンガディン地方のサメーダンにある空港で、サンモリッツからちょうど5kmのところに位置する。標高1,707mにあり、ヨーロッパで最も標高が高い空港である。滑走路は1本で、アスファルト舗装されており、1800×40mである。2010年現在、定期航空便は設定されていない。

## 事故
2009年2月、1週間に2度もビジネスジェットの事故が発生した。2月6日にポーランドのワルシャワ・フレデリック・ショパン空港発のボンバルディア グローバル・エクスプレス機が滑走路を超え雪の中に突っ込む事故があった。この事故で航空機は損傷したが、怪我人は出なかった。
2月12日にはウィーン国際空港発のダッソー ファルコン 10機が着陸態勢中に滑走路の端の雪壁に接触し、墜落した。機長と副操縦士が死亡、1名の乗客が重傷を負った。